# Номинал (филателия)

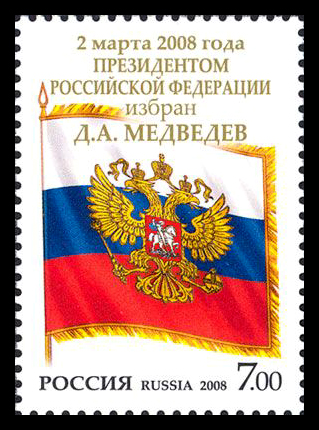
Почтовая марка России номиналом в 7 рублей (2008)

Номинал в филателии — указанная на знаке почтовой оплаты (ЗПО) номинальная стоимость. Номинал, как правило, указывается в денежных единицах страны или территории почтового обращения ЗПО.

## Описание
В большинстве случаев (за редкими исключениями) номинал представляет собой продажную стоимость почтовой марки в почтовом отделении. Обычно он соответствует франкировочной стоимости, то есть определяет сумму почтового тарифа за пересылку почтового отправления и стоимости иных услуг почты. Иногда номинал может быть выше франкировочной стоимости (в случае ЗПО с надбавкой, когда указан ещё и дополнительный номинал (см. ниже). Но даже и в таких случаях номинал таких ЗПО может быть уменьшен на сумму надбавки (то есть равняться франкировочной стоимости), если почтовая администрация, чтобы быстрее распродать почтовую марку, отказалась от такой надбавки.

## Виды номиналов

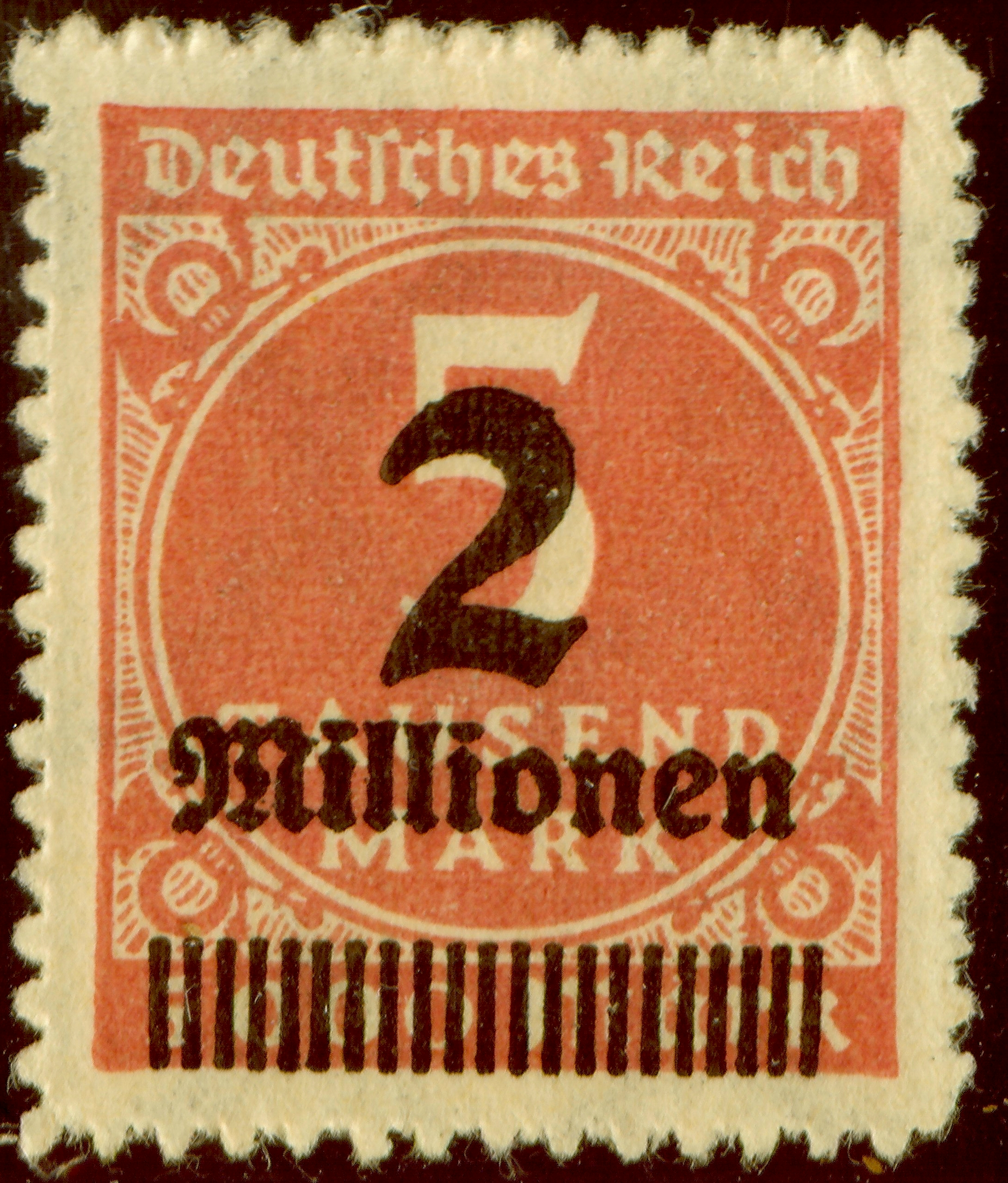
Надпечатка астрономического номинала на почтовой марке Германии периода гиперинфляции (1923). Надпечатка на марке номиналом в 5 тысяч марок увеличивала её номинал до 2 миллионов марок

- Астрономический номинал: так в филателии называется очень высокая номинальная стоимость почтовых марок периода инфляции, наблюдавшаяся в разное время в некоторых странах и выражающаяся в сотнях тысяч, миллионах и миллиардах денежных единиц данной страны. Примером могут служить номиналы почтовых марок Германии в 1922 и 1923 годах, Венгрии в 1945 и 1946 годах, РСФСР в 1922 году (к примеру, 100 000 руб. на почтовой марке РСФСР № 49)[1].
- Дополнительный номинал (или иначе «надбавка»): так называется дополнительный сбор на различные цели (которые не связаны с почтовыми услугами), который обозначен в номинале ЗПО (как правило, на почтово-благотворительных марках) на втором месте, обычно после символа «+»[1].

## Отсутствие номинала
Если на почтовой марке не обозначен номинал, то это может означать, что марка специально выпущена без указания номинала для оплаты стоимости конкретной почтовой услуги, либо что данная марка не является почтовой. В таком случае это может быть непочтовая марка, к примеру, рекламная виньетка (или постерная марка) или благотворительная виньетка.

## Изменение номинала
В некоторых случаях почтовое ведомство может изменить номинал ЗПО в силу каких-либо обстоятельств. К примеру, на запасах почтовых марок одного номинала может быть сделана надпечатка для указания другого номинала, в котором в то время ощущается недостаток. Надпечатки на почтовых марках новых номиналов также изменяли их номиналы в периоды гиперинфляции по мере обесценивания марок имеющихся номиналов.